# VSC 1862 Donauwörth
Der VSC 1862 Donauwörth (Vereinigter Sport-Club 1862 Donauwörth e. V.) ist ein Sportverein in Donauwörth. Die Damenmannschaft der Tischtennisabteilung spielte in den 1970er und 1980er Jahren in der Bundesliga.
Es gibt rund 1700 Mitglieder und ist damit der größte Sportverein im Ort. Entstanden ist der Verein am 1. Januar 1971 durch den Zusammenschluss des 1862 gegründeten „Turnverein Donauwörth“ (später „Sport-Club 1880 Donauwörth“) und dem 1927 gegründeten „Verein für Leibesübungen Donauwörth“. Präsident des VSC war seit dem 1. Januar 1971 Alfred Böswald († 2018).

## Abteilungen
Neben der Tischtennisabteilung gibt es noch Abteilungen für Badminton, Basketball, Judo, Eissport, Fechten, Handball, Kegeln, Leichtathletik, Schwimmen, Ski, Tanzen, Turnen und Volleyball. Die Fußball-A-Mannschaft der Herren spaltete sich im Jahr 2008 als „FC Donauwörth 08“ vom VSC Donauwörth ab und ist seither ein eigenständiger Verein. Die Damenmannschaft sowie die Jugendmannschaften gehören jedoch weiterhin zum VSC.

### Tischtennis
1948 wurde in Donauwörth ein Tischtennisverein gegründet, der sich später dem VSC 1862 Donauwörth anschloss. Zu den Mitbegründern gehören Hans Natterer. und Josef Hermann. Die TT-Abteilung (Mitglied im Bayerischen Tischtennis-Verband) ist hier dem Bezirk Schwaben und dem Kreis Dillingen/Donau-Ries zugeordnet.

#### Damenmannschaft
Am erfolgreichsten war die Damenmannschaft. 1973 stieg sie in der Besetzung Sieglinde Prell, Evi Natterer und Resi Ried aus der Oberliga in die damals noch zweigeteilte 1. Bundesliga auf. Zwei Jahre später gehörte sie zu den Gründungsvereinen der einteiligen Bundesliga. Hier verblieb sie bis zur Saison 1990/91. Die besten Platzierungen waren jeweils Platz 3 in den Spielzeiten 1982/83, 1987/88 und 1989/90 sowie deutscher Vizemeister in der Saison 1988/89.
Zwischen 1976 und 1988 gewannen die Damen elfmal die Süddeutsche Mannschaftsmeisterschaft. Zweimal nahmen sie am ETTU-Nancy-Evans-Cup teil: 1988/89 erreichten sie das Viertelfinale, ein Jahr später scheiterten sie im Halbfinale. Nach der Saison 1990/91 zog der Verein die Damenmannschaft aus der Bundesliga zurück und begann einen Neuaufbau in der Landesliga. Heute (2007) spielt die Mannschaft in der Oberliga.
Bekannte Spielerinnen waren Maria Alexandru, Cao Yanhua, Nicole Dekein, Ulrike Aichele, Jana Eberle, Cornelia Faltermaier, Monika Sedlmair, Annette Greisinger, Rose Diebold, Elke Schall, Carole Knight und Inge Natterer.

#### Herrenmannschaft
In den 1970er und 1980er Jahren spielten die Herren zeitweise in der Oberliga, damals die zweithöchste deutsche Spielklasse.